# Колона-Межова
Колона-Межова — село в Україні, у Синельниківському районі Дніпропетровської області. Входить до складу Межівської селищної громади.Населення становить 262 особи. До 2017 орган місцевого самоврядування — Райпільська сільська рада.

## Історія
12 червня 2020 року, відповідно до розпорядження Кабінету Міністрів України № 709-р від «Про визначення адміністративних центрів та затвердження територій територіальних громад Дніпропетровської області», увійшло до складу Межівської селищної громади.
19 липня 2020 року, в результаті адміністративно-територіальної реформи і ліквідації Межівського району, село увійшло до складу новоутвореного Синельниківського району.

## Географія
Село Колона-Межова знаходиться на відстані 1,5 км від села Райполе, за 3 км від села Новопідгородне і за 5 км від селища Межова. По селу протікає пересихаючий струмок з загатою. Поруч проходять автомобільна дорога Т 0406 і залізниця, станція Платформа 364 км.

## Населення

### Мова
Розподіл населення за рідною мовою за даними перепису 2001 року:
| Мова       | Кількість | Відсоток |
| ---------- | --------- | -------- |
| українська | 235       | 89.69%   |
| російська  | 25        | 9.55%    |
| білоруська | 1         | 0.38%    |
| румунська  | 1         | 0.38%    |
| Усього     | 262       | 100%     |